# Федоришин Ярослав Васильович

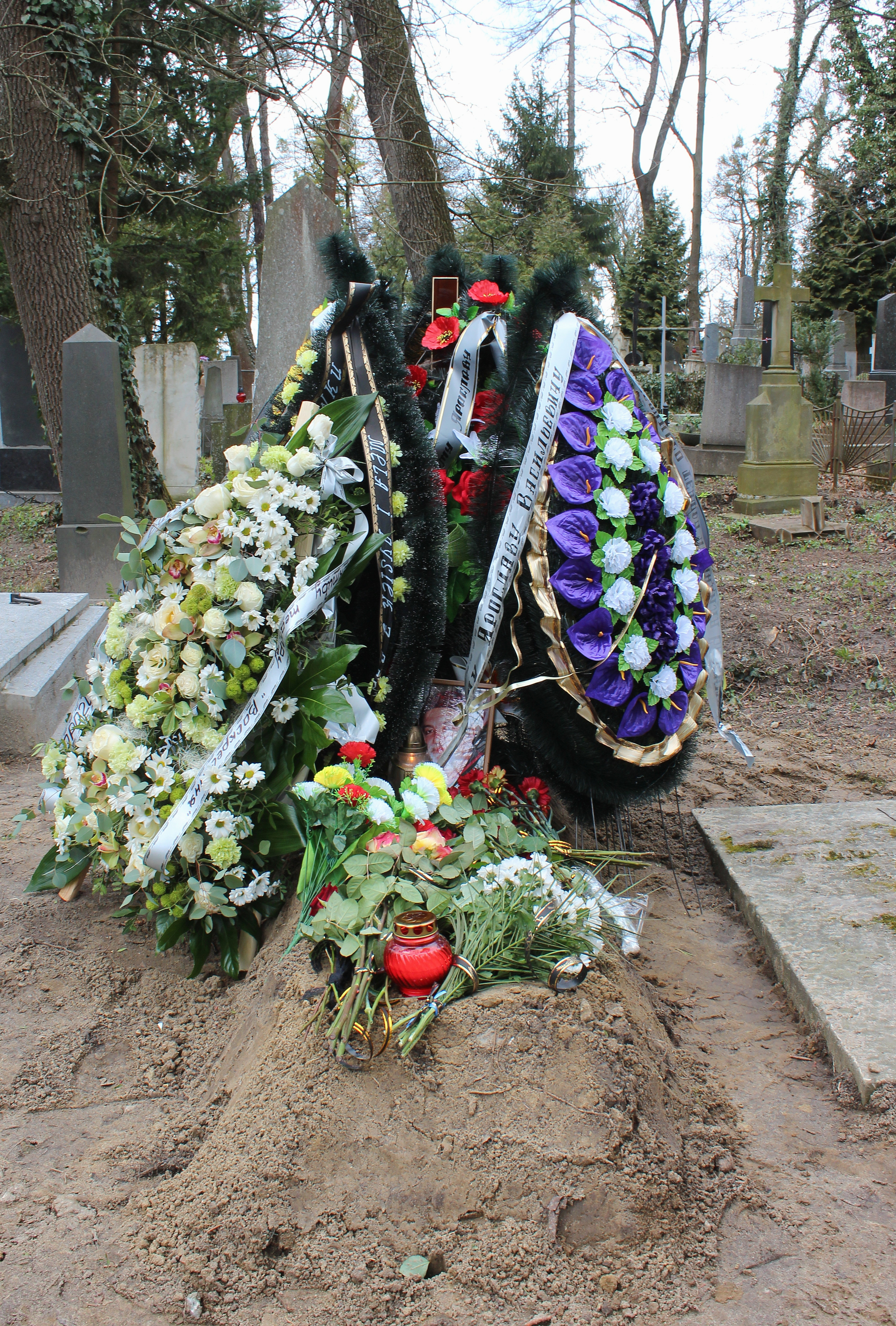

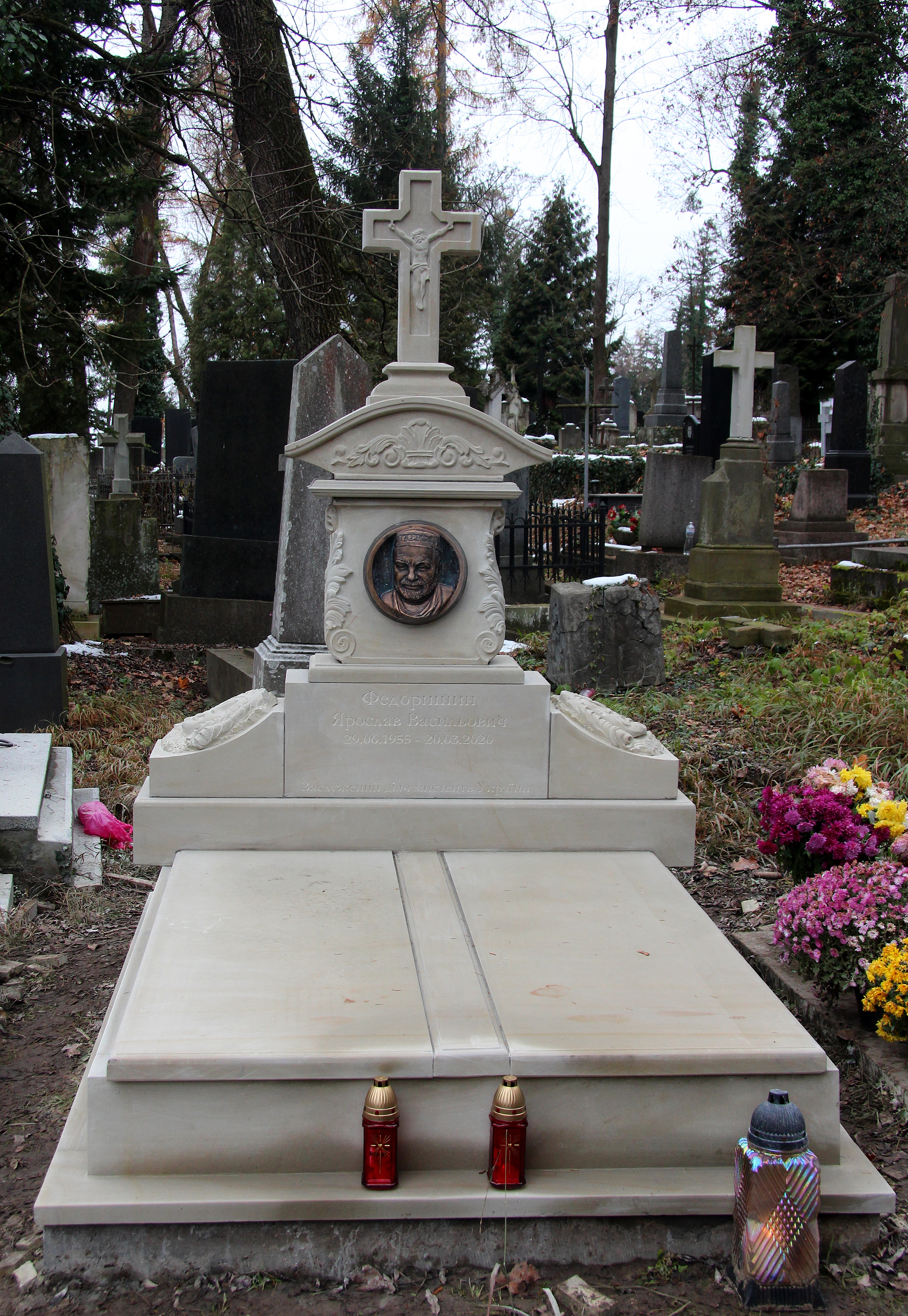

Ярослав Васильович Федоришин (29 червня 1955, Хвойний, Аяно-Майський район, Хабаровський край, РРФСР, СРСР — 20 березня 2020, Львів, Україна) — український театральний діяч, режисер, актор, Заслужений діяч мистецтв України, засновник та художній керівник Львівського академічного духовного театру «Воскресіння», директор Міжнародного театрального фестивалю «Золотий Лев».

## Життєпис
Ярослав Федоришин народився 29 червня 1955 року в селищі Хвойному Аяно-Майського району Хабаровського краю Росії, куди були вивезені його батьки. У 1961 році з батьками переїхав у рідне село батька — Надіїв, Івано-Франківської області. Тут у селі закінчив школу. Навчався у Харківському інституті мистецтв в класі Всеволода Цвєткова.
У 1976 році, після закінчення театрального інституту, приїхав у Львів де став актором Львівського ТЮГу.
1990 року Ярослав Федоришин закінчив Московський інститут театрального мистецтва, навчався у класі Анатолія Ефроса. Цього ж року створив театр «Воскресіння» у Львові.
У 1991 році закінчив Варшавську кіношколу, клас Кшиштофа Зануссі.
1992 року започаткував Міжнародний театральний фестиваль «Золотий Лев». Нині фестиваль є членом Міжнародних театральних зустрічей (IETM) та Міжнародної театральної Асоціації (IFEA).
Помер вночі 20 березня 2020 року.
Похований на полі № 13 Личаківського цвинтаря у Львові.

## Особисте життя
- Дружина — Алла Федоришина, заслужена артистка України.
  - Донька — Ксенія Федоришин.